# Scamandra clytaemnestra
Scamandra clytaemnestra är en insektsart som beskrevs av Gustav Breddin 1901. Scamandra clytaemnestra ingår i släktet Scamandra och familjen lyktstritar. Inga underarter finns listade i Catalogue of Life.